# Gebot der Rücksichtnahme
Das Gebot der Rücksichtnahme oder Rücksichtnahmegebot dient im öffentlichen Nachbarrecht dem Ausgleich kollidierender Privatinteressen bei der Zulassung einander störender Bauvorhaben. 
Nach Auffassung des Bundesverwaltungsgerichts handelt es sich bei dem Gebot der Rücksichtnahme nicht um ein das gesamte Baurecht umfassendes eigenständiges Gebot, welches etwa weitergehende Anforderungen an die Zulässigkeit von Vorhaben zur Folge hat. Vielmehr kommt ihm der Status eines einfachrechtlichen Rechtsinstituts zu, mit dessen Hilfe die jeweiligen einfachrechtlichen Normen auszulegen sind.

## Planungsebene
Nach § 1 Abs. 7 BauGB sind bei der Aufstellung der Bauleitpläne die öffentlichen und privaten Belange gegeneinander und untereinander gerecht abzuwägen. Die in § 1 Abs. 6 BauGB in der Form von Voraussetzungen, Schranken, Zielen und Leitsätzen aufgestellten Grundregeln der Bauleitplanung stellen eine Bindung des gemeindlichen Planungsermessens dar, deren Einhaltung sowohl der Aufsicht der höheren Verwaltungsbehörde bei der Plangenehmigung (§ 6 Abs. 1, § 10 Abs. 2 BauGB) als auch der Kontrolle durch die Verwaltungsgerichte im Wege der Normenkontrolle (§ 47 Abs. 1 Nr. 1 VwGO) oder Inzidentprüfung unterliegt.
Das Gebot der Konfliktbewältigung ist Folge des Abwägungsgebots aus § 1 Abs. 7 BauGB und verlangt, dass im Wege eines gerechten Ausgleichs der berührten Belange die durch die Festsetzungen des Bebauungsplans zurechenbar verursachten Nutzungskonflikte durch den Bebauungsplan selbst gelöst werden. Der Bebauungsplan darf jedoch »planerische Zurückhaltung« üben und einzelne Problemlösungen auf die nachgelagerte Vollzugsebene verlagern, sofern sie sich im Baugenehmigungsverfahren sachgerecht bewältigen lassen.

## Zulässigkeit einzelner Vorhaben
Bei der Lösung von Nutzungskonflikten zwischen einzelnen Bauvorhaben auf benachbarten Grundstücken kommt dem Gebot der Rücksichtnahme besondere Bedeutung zu. So kann ein nach den maßgeblichen Vorschriften grundsätzlich zulässiges Vorhaben im Einzelfall unzulässig sein, wenn von ihm unzumutbare Beeinträchtigungen wie Lärm oder Geruchsbelästigungen ausgehen und dadurch die gebotene Rücksichtnahme vermissen lässt. Für eine bauliche Anlage, die gegen das Rücksichtnahmegebot verstößt, wird demnach keine Baugenehmigung erteilt. Damit erfahren die Vorgaben der Bauleitplanung eine im Hinblick auf das grundrechtlich geschützte Eigentum verfassungsrechtlich gebotene Flexibilisierung im Einzelfall. Im Ergebnis sollen die verschiedenen Nutzungsarten in einer Weise einander zugeordnet werden, die auf die jeweils andere Grundstücksnutzung Rücksicht nimmt und so zu miteinander verträglichen Nutzungen kommt. Somit ist das Gebot der Rücksichtnahme als ein feinsteuerndes Instrument zu begreifen.

### Planbereich
Als besondere Ausprägung des Gebotes der Rücksichtnahme wird § 15 Abs. 1 BauNVO eingeordnet. Er bestimmt, dass im Geltungsbereich eines Bebauungsplans grundsätzlich zulässige Vorhaben im Einzelfall unzulässig sind, wenn sie
- nach Anzahl, Lage, Umfang oder Zweckbestimmung der Eigenart des Baugebietes widersprechen oder
- wenn von ihnen Belästigungen oder Störungen ausgehen können, die nach der Eigenart des Baugebiets im Baugebiet selbst oder dessen Umgebung unzumutbar sind oder
- wenn sie sich solchen Belästigungen oder Störungen aussetzen.

§ 15 Abs. 1 Satz 2 BauNVO ist eine zulässige Inhalts- und Schrankenbestimmung des Eigentums im Sinne des Art. 14 Abs. 1 Satz 2 GG. Sie soll gewährleisten, Nutzungen, die geeignet sind, Spannungen und Störungen hervorzurufen, einander so zuzuordnen, dass Konflikte möglichst vermieden werden. Welche Anforderungen sich hieraus im Einzelnen ergeben, hängt maßgeblich davon ab, was dem Rücksichtnahmebegünstigten einerseits und dem Rücksichtnahmeverpflichteten andererseits nach Lage der Dinge zuzumuten ist.

### Innenbereich
Innerhalb der im Zusammenhang bebauten Ortsteile ist ein Vorhaben zulässig, wenn es sich nach Art und Maß der baulichen Nutzung, der Bauweise und der Grundstücksfläche, die überbaut werden soll, in die Eigenart der näheren Umgebung einfügt. Ob sich ein Vorhaben in diesem Sinne einfügt und mit der Umgebungsbebauung verträglich ist, beurteilt sich im Einzelfall nach dem Gebot der Rücksichtnahme.
In sog. faktischen Baugebieten, die zwar nicht überplant sind, ihrer Eigenart nach aber tatsächlich einem in der BauNVO bezeichneten Baugebiet entsprechen, beurteilt sich die zulässige Art eines Vorhabens (Qualität) allein nach § 15 Abs. 1 Satz 2 BauNVO (§ 34 Abs. 2 BauGB). Hinsichtlich des Maßes der baulichen Nutzung (Quantität) ist die BauNVO hingegen nicht anwendbar.

### Außenbereich
Im Außenbereich ist ein Vorhaben nur zulässig, wenn öffentliche Belange nicht entgegenstehen (§ 35 Abs. 1 BauGB). Eine Beeinträchtigung öffentlicher Belange liegt insbesondere vor, wenn das Vorhaben schädliche Umwelteinwirkungen hervorrufen kann oder ihnen ausgesetzt wird (§ 35 Abs. 3 Nr. 3 BauGB). Ein Außenbereichsvorhaben kann daher im Einzelfall aufgrund der konkreten örtlichen Verhältnisse zu erheblichen Belästigungen der Nachbarschaft führen und damit das in § 35 Abs. 3 Nr. 3 BauGB enthaltene baurechtliche Rücksichtnahmegebot verletzen.

## Möglicher Abwehranspruch
Nach neuerer Rechtsprechung sind die Normen der BauNVO generell nachbarschützend, sofern sie sich mit der Art der baulichen Nutzung befassen. Hieraus entstehende Restriktionen in Bezug auf die Nutzung der Grundstücke von Planbetroffenen werden dadurch ausgeglichen, dass auch die anderen Grundeigentümer derartigen Beschränkungen unterliegen. Das gilt auch in faktischen Baugebieten.
Bei der baurechtlichen Nachbarklage (Drittanfechtungsklage) ist auf die Art des Vorhabens sowie die Auswirkungen auf die Umgebung im konkreten Einzelfall abzustellen. Auf das Kriterium der räumlichen Nähe kommt es nicht an. Die Grundstücke von Kläger und Nachbarn müssen also nicht zwingend aneinander angrenzen. Die baurechtliche Nachbarklage ist zudem grundstücks- und nicht personenbezogen. Der Kläger muss also eine dingliche Berechtigung an dem betroffenen Grundstück nachweisen. Außer dem Eigentum kann das beispielsweise auch ein Wohnrecht gem. § 1093 BGB sein.
Das Gebot der Rücksichtnahme ist im Einzelfall verletzt und die betreffende Baugenehmigung rechtswidrig, wenn von dem betreffenden Vorhaben Belästigungen oder Störungen ausgehen, die im eigenen oder angrenzenden Baugebiet unzumutbar sind. Für die sachgerechte Beurteilung des Einzelfalls kommt es auf eine Abwägung zwischen dem an, was einerseits dem Rücksichtnahmebegünstigten und andererseits dem Rücksichtnahmeverpflichteten nach Lage der Dinge zuzumuten ist. Dafür gibt es keine allgemeingültige Definition. Vielmehr ist dies in einer Gesamtschau des konkreten Einzelfalls zu bestimmen.